# 大八賀村
大八賀村（おおはちがむら）は、岐阜県大野郡にあった村である。
現在の高山市の一部であり、平成の大合併以前の高山市東部に該当する。宮川支流の大八賀川沿いの村であった。

## 歴史
- 1695年（元禄8年） - 飛騨国が天領となる。
- 江戸時代末期、この地域は飛騨国大野郡大八賀郷であった。
- 1871年（明治4年） - 廃藩置県により、飛騨国一円は筑摩県となる。
- 1875年（明治8年）1月31日 - 大野郡灘郷、大八賀郷のうち23ヶ村[1]が合併し、大名田村となる。
- 1876年（明治9年）8月20日 - 筑摩県のうち、旧・飛騨国の地域が岐阜県に編入される。
- 1892年（明治25年）5月19日 - 大名田村が分立。大名田村[2]、灘村[3]、大八賀村[4]となる。
- 1955年（昭和30年）4月1日 - 高山市に編入される。

## 学校
- 大八賀村立大八小学校（1965年高山市立東小学校に統合）
- 大八賀村立岩滝小学校 （現・高山市立岩滝小学校）
- 大八賀村立大八中学校（1977年岩滝中学校と統合。現・高山市立東山中学校）
- 大八賀村立岩滝中学校（1977年大八中学校と統合。現・高山市立東山中学校）

## その他
- 1937年に建築された旧大八賀村役場は、高山市松之木町に現存（民間所有）し、2007年に高山市の文化財に指定されている[5]。
- 村名は「おおはちがむら」が正しい[6][7]。平凡社、角川書店の地名辞典では「だいはちがむら」とされているが、誤りである。尚、村域を流れる大八賀川の読みは「だいはちががわ」である[8]。